# Salpis antennata
Salpis antennata är en fjärilsart som beskrevs av Paul Mabille 1885. Salpis antennata ingår i släktet Salpis och familjen mätare. Inga underarter finns listade.